# St. Georgen am Steinfelde
St. Georgen am Steinfelde (auch: Sankt Georgen am Steinfelde) ist ein Ort in Niederösterreich und ist seit der Eingemeindung 1971 ein Stadtteil von St. Pölten.

## Geographie

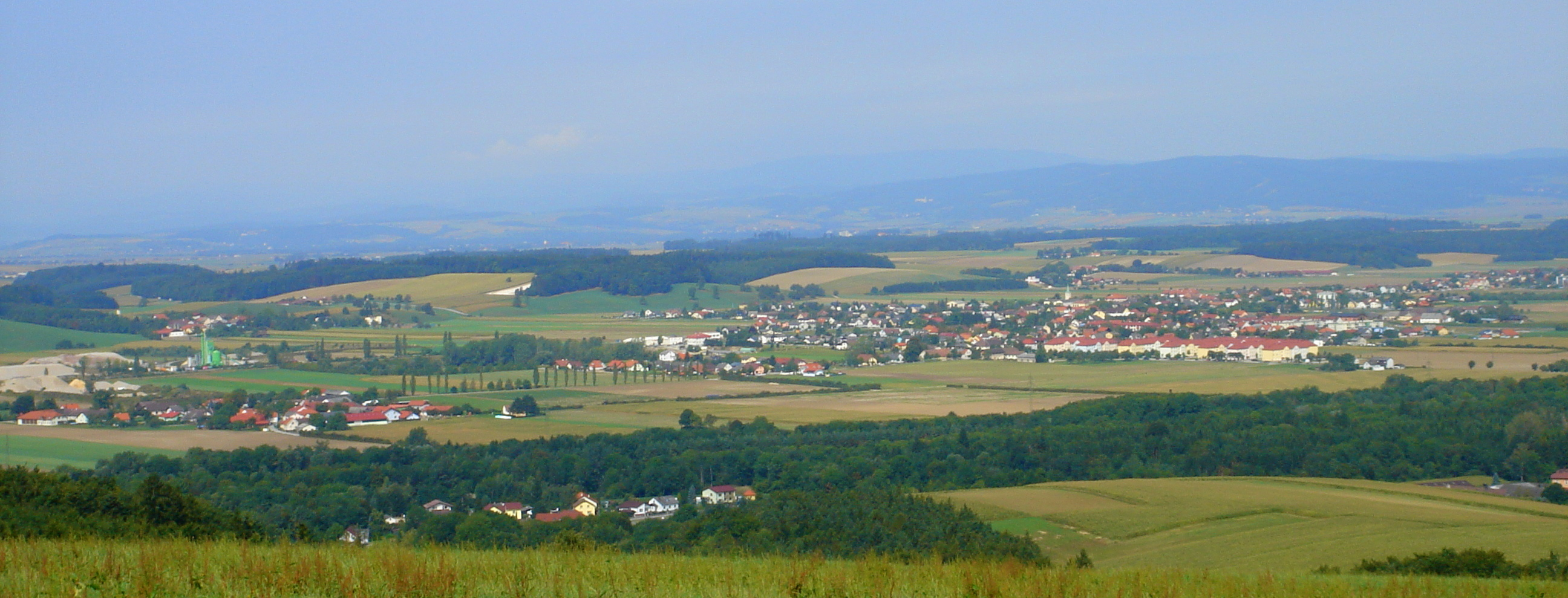
St. Georgen von der Reith aus: links Ganzendorf, rechts Eggendorf

St. Georgen liegt an der Traisen und der Mariazeller Straße (B20, im Ortsgebiet auch St. Georgener Hauptstraße) zwischen Wilhelmsburg und St. Pölten.
Der Stadtteil ist unterteilt in die Katastralgemeinden Eggendorf, Ganzendorf, Hart, Kreisberg, Mühlgang, Reitzersdorf, St. Georgen am Steinfelde, Steinfeld, Wetzersdorf, Wolfenberg und Wörth. Die einzelnen Ortschaften sind mehr oder weniger zusammengewachsen, St. Georgen, Eggendorf, Hart, Wörth und Mühlgang sind nurmehr auf dem Papier getrennt. Vor 1971 gehörten der Stadtteil Ochsenburg, die Katastralgemeinden Altmannsdorf und Windpassing des Stadtteiles Harland sowie Völtendorf vom Stadtteil Spratzern zur Gemeinde St. Georgen.
An St. Georgen grenzen die Stadtteile Ochsenburg, Spratzern und Harland sowie die Gemeinden Ober-Grafendorf, Pyhra und Wilhelmsburg.

## Geschichte

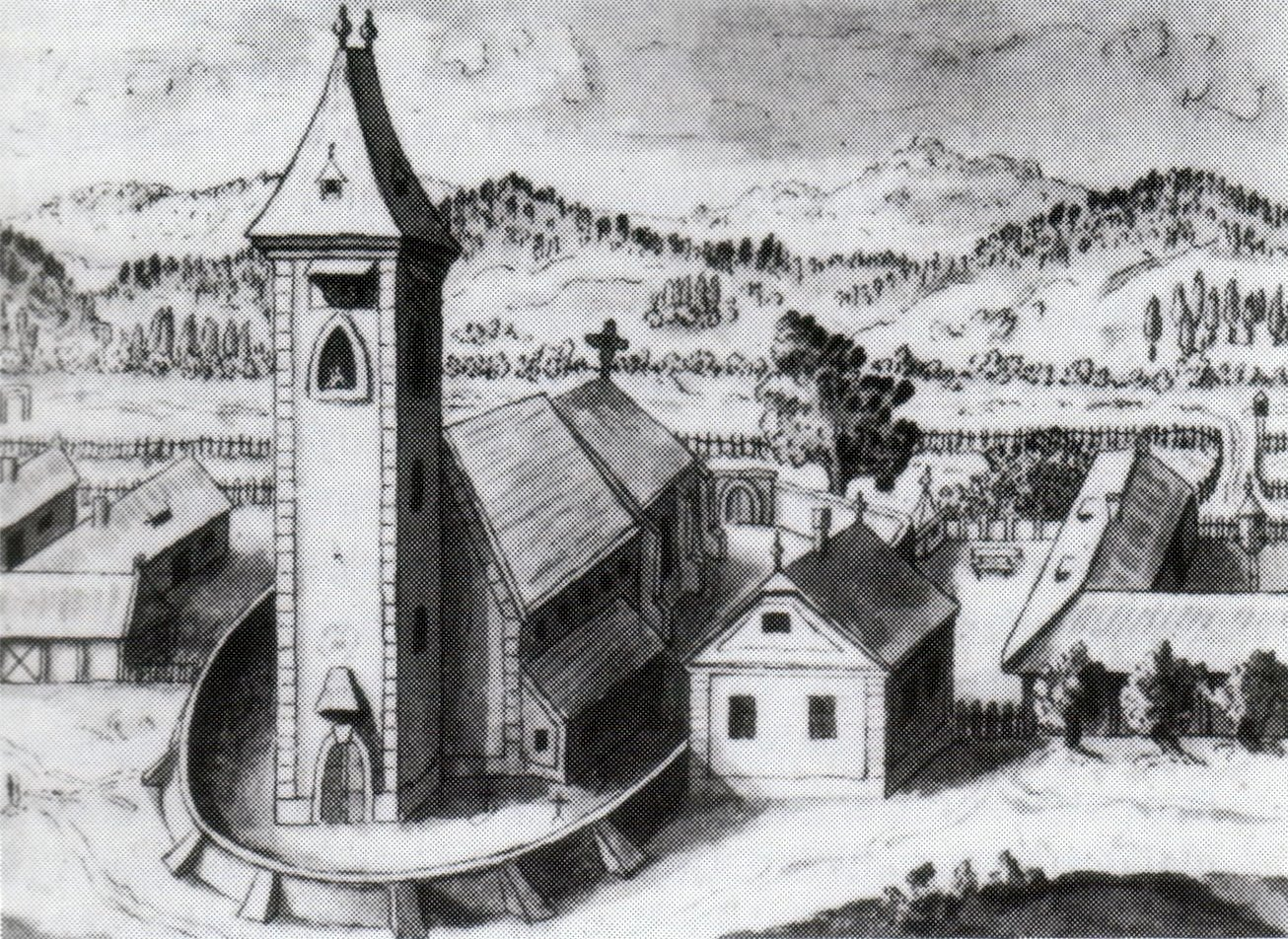
Die Pfarrkirche 1758 von Aquilin Hacker

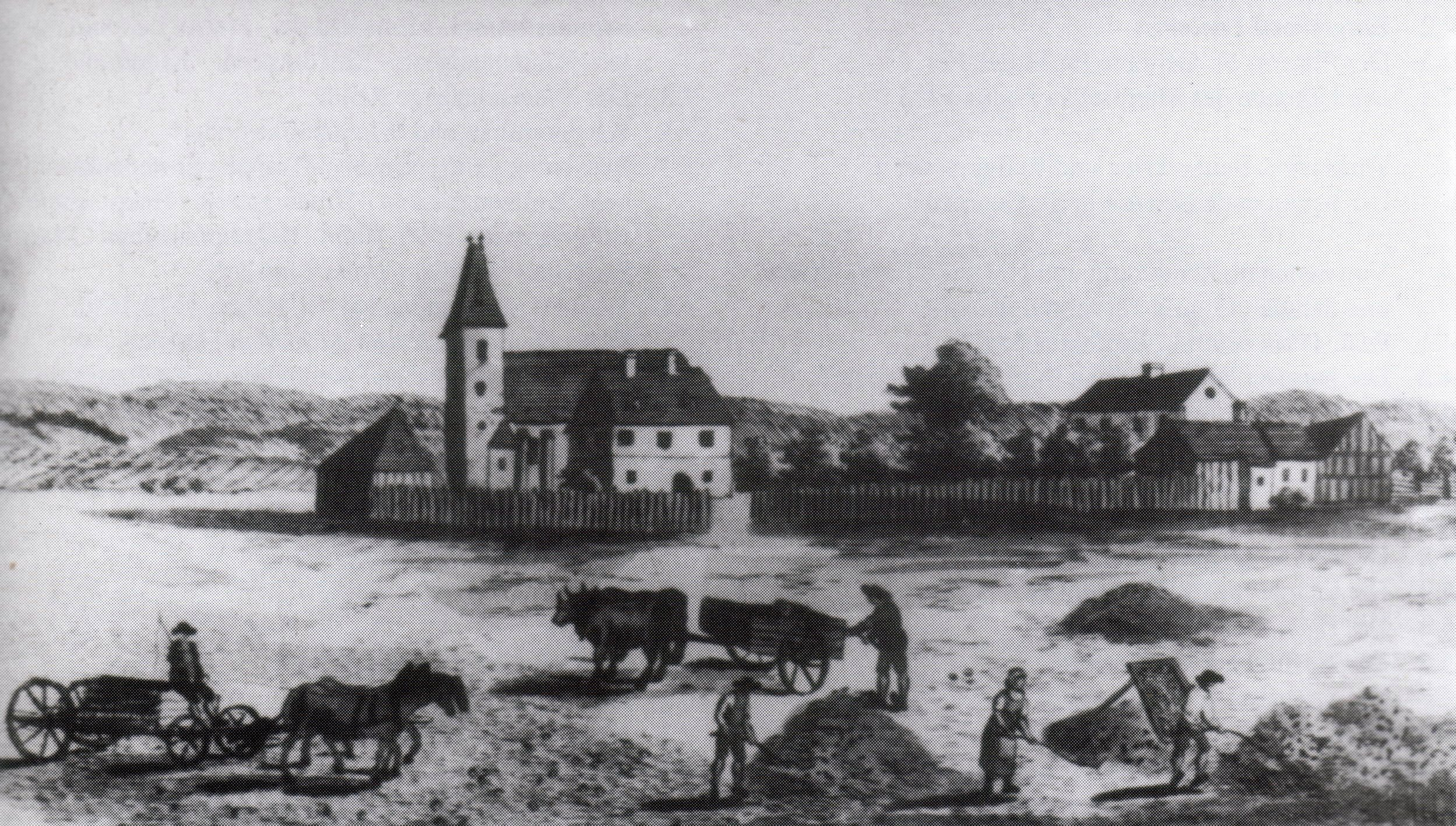
St. Georgen im Jahr 1828

Eine Besiedlung des heutigen Stadtteiles ab dem 1. Jahrhundert v. Chr. wird durch einen Grabfund belegt. Im Grab eines Mannes aus der späten Latènezeit (190 v. Chr. bis Christi Geburt) wurden neben einer mittellatènezeitlichen (280 bis 190 v. Chr.) eisernen Fibel auch Schmiedewerkzeuge (Gelenkzange, Feile, Hammer, Schere) als Grabbeigaben gefunden. Der Schmied lag auf dem Rücken in Nord-Süd-Richtung, war 175 cm groß – für diese Zeit also stattlich – und wies nach einer anthropologischen Analyse die Merkmale eines Rechtshänders mit überdurchschnittlich stark entwickelten Muskelmarken an den Unterarmen auf. Die Funde werden im Museum Niederösterreich in St. Pölten aufbewahrt.
Bis zur Römerzeit wurden keine weiteren archäologischen Beweise für eine Besiedlung entdeckt. Erst ab dem 2. Jahrhundert ist durch den Fund von römischen Grabsteinen wieder menschliches Leben nachweisbar. Einer der Grabsteine belegt zudem das Vorhandensein einer Provinzialstraße von Aelium Cetium (St. Pölten) nach Süden.
Die nächsten Berichte aus dem Gebiet stammen aus dem 12. Jahrhundert. Sie bezeugen eine Besiedlung in nahezu allen heutigen Katastralgemeinden. Die Bewohner waren hauptsächlich als Bauern und Weinbauern tätig, zu dieser Zeit bestand ein Edelsitz in Hart. Die Georgskirche wird erstmals 1248 genannt, im Zuge der Besetzung Niederösterreichs durch Matthias Corvinus wurde sie zur Pfarrkirche geweiht.
Während der 1. Türkenbelagerung 1529 wurde ein Großteil der Liegenschaften vernichtet. St. Georgen verfügte im Gegensatz zu St. Pölten und Wilhelmsburg, die verschont blieben, über keine Stadtmauer. Auch der Edelsitz Hart wurde teilweise zerstört, die Besitzer, die Hackher zu Hart, wurden ausgelöscht. In der Zeit der Reformation wechselte der Großteil der St. Georgner Bevölkerung zum Protestantismus. Der Dreißigjährige Krieg revidierte diese Entwicklung, heute ist das Gebiet großteils katholisch. Gegen Ende der Bauernkriege wurde das Bauernheer im Gebiet von St. Georgen von den kaiserlichen Streitkräften vernichtend geschlagen.
Während der 2. Türkenbelagerung 1683 flüchteten die St. Georgner in die umliegenden, befestigten Städte, das Gebiet wurde vom osmanischen Heer als Feldlager benutzt. Der Ort und die Kirche wurden nahezu komplett niedergebrannt. Die Kirche wurde erst 1749 im barocken Stil wiederaufgebaut. In dieser Zeit entstand das Bild des heiligen Georg von Bartolomeo Altomonte. 1794 wurde die erste Schule erbaut. Auch in den Jahren 1805 und 1809 wurde St. Georgen geplündert, diesmal von Napoleons Truppen.
Im Jahr 1848 wurde St. Georgen eine eigenständige Gemeinde. Das Gemeindegebiet umfasste das heutige Gebiet sowie Ochsenburg, Altmannsdorf, Windpassing und Völtenorf. Nach kurzer Zugehörigkeit zur Gemeinde Wilhelmsburg wurde das Gebiet 1850 wieder eigenständig. Vor dem Bahnbau in den 1870ern waren in St. Georgen hauptsächlich Bauern und Handwerker ansässig. Ende des 19. Jahrhunderts und Anfang des 20. Jahrhunderts wurden zahlreiche Betriebe gegründet, unter anderem die Werke Wörth und die Firma Kössler. Viele St. Georgner arbeiteten auch im Ochsenburger Werk der Harlander Coats. In den Jahren nach 1899 wurde die Traisen reguliert und die II. Wiener Hochquellenwasserleitung gebaut, was zahlreiche Arbeitsplätze schaffte.
Nach dem Zusammenbruch der K.u.K-Monarchie 1918 war St. Georgen von den politischen Nachkriegswirren in Österreich wie dem Bürgerkrieg 1934 und dem Anschluss Österreichs 1938 ebenfalls betroffen. Auch gab es eine große Zahl an Rüstungsbetrieben, unter anderem die Werke Wörth. 1945 waren mit Ende des Zweiten Weltkriegs ein Großteil der Häuser der Stadt durch Luftangriffe und Frontkämpfe beschädigt oder zerstört. Die Gemeinde war 1945 bis 1954 von sowjetischen Truppen besetzt. 1948 begann der Wiederaufbau, der nach 1955 mit der Instandsetzung der historischen Bauten und der Ausgestaltung der Stadt vollendet werden konnte.
In der Zeit nach dem Ende der Besetzung wurden zahlreiche Betriebe zur Schottergewinnung gegründet. Die dadurch entstehenden Gruben finden heute Verwendung als Sport- oder Spielplätze. Die B20 bekam ihr heutiges Aussehen 1969.
1971 wurde St. Georgen mit allen seinen Katastralgemeinden, gegen den Willen des größten Teils der Einwohner, nach St. Pölten eingemeindet. Die Traisenbrücke nach Ochsenburg wurde 1974 gebaut.

## Politik
Als Stadtteil von St. Pölten hat St. Georgen keinen eigenen Gemeinderat, die Bürgermeister vor 1972 finden sich in der Liste der Bürgermeister von St. Pölten.
Siehe auch: St. Pölten: Politik

## Öffentliche Einrichtungen
In St. Georgen befinden sich eine Haupt-, Volks- und Sonderschule sowie zwei Kindergärten.
Der Samariterbund St. Georgen übernimmt die rettungsdienstliche Versorgung sowie die Freiwillige Feuerwehr den Brandschutz sowie die sonstigen Aufgaben der Feuerwehr. Zur besseren Versorgung wurde 1992 die Freiwillige Feuerwehr St. Pölten–St. Georgen gegründet.

## Kultur und Sehenswürdigkeiten
- Pfarrkirche St. Georgen am Steinfelde

## Persönlichkeiten
- Leopold Kern (1918–2005), Landwirt, Politiker und Abgeordneter zum österreichischen Nationalrat